# فولفيو دي أسيس
فولفيو دي أسيس (بالبرتغالية: Fúlvio Chiantia de Assis‏) مواليد 15 أغسطس 1981 في ساو باولو، هو لاعب كرة سلة برازيلي. بدأ مسيرته الاحترافية في سنة 1999. يلعب مع برازيليا في الدوري البرازيلي لكرة السلة كلاعب هجوم خلفي. يحمل الرقم 11. يبلغ طوله 6 قدم 2 بوصة (1.9 م).

## المسيرة الاحترافية
لعب مع ساو باولو في سنة 2000، ثم لعب مع روزيتو شاركز في الدوري الإيطالي في موسم 2008–2009، ثم لعب مع نادي غرناطة لكرة السلة في سنة 2009.

## روابط خارجية
- فولفيو دي أسيس على موقع الاتحاد الدولي لكرة السلة (الإنجليزية)
- فولفيو دي أسيس على موقع الدوري الإسباني لكرة السلة (الإسبانية)
- فولفيو دي أسيس على موقع كرة السلة الأوروبية.كوم (الإنجليزية)
- فولفيو دي أسيس على موقع ريلجم (الإنجليزية)
- فولفيو دي أسيس على موقع بروبوليرز (الإنجليزية)
- فولفيو دي أسيس على موقع سبورتس رفرنس (الإنجليزية)